# Robert da Silva Almeida
Robert da Silva Almeida (Brasil, 03 de abril de 1971) es un exfutbolista brasileño que se desempeñaba como centrocampista.
En 2001, Robert da Silva Almeida jugó 3 veces para la selección de fútbol de Brasil.

## Trayectoria

### Clubes
| Club                 | País   | Año       |
| -------------------- | ------ | --------- |
| Olaria               | Brasil | 1986-1991 |
| Guarani              | Brasil | 1992-1994 |
| Rio Branco           | Brasil | 1995-1996 |
| Santos               | Brasil | 1996-1997 |
| Grêmio               | Brasil | 1997-1998 |
| Atlético Mineiro     | Brasil | 1999      |
| Santos               | Brasil | 2000-2002 |
| Santos               | Brasil | 2002      |
| São Caetano          | Brasil | 2002-2003 |
| Consadole Sapporo    | Japón  | 2003      |
| Corinthians Paulista | Brasil | 2003      |
| Bahia                | Brasil | 2004-2005 |
| America              | Brasil | 2006      |

### Selección nacional
| Selección | País   | Año  |
| --------- | ------ | ---- |
| Absoluta  | Brasil | 2001 |

## Estadística de equipo nacional
| Selección de fútbol de Brasil | Selección de fútbol de Brasil | Selección de fútbol de Brasil |
| Año                           | Part.                         | Goles                         |
| ----------------------------- | ----------------------------- | ----------------------------- |
| 2001                          | 3                             | 0                             |
| Total                         | 3                             | 0                             |